# Xã Burgess, Quận Bond, Illinois
Xã Burgess (tiếng Anh: Burgess Township) là một xã thuộc quận Bond, tiểu bang Illinois, Hoa Kỳ. Năm 2010, dân số của xã này là 2.439 người.